# Гаттем
Гаттем (нід. Hattem) ― муніципалітет і місто на сході Нідерландів. Станом на 2019 рік, населення муніципалітету становило 12 173 особи.

## Походження назви
Назва «Гаттем» — типова назва фермерського двору. Точне походження «Гаттема» поки невідоме. Загалом існує два пояснення. Гаттем був би «хімом» (дімом) народу, який належить до племені чаттуаріїв (або хаттуаріїв, чи хаттенів). Друге походження може означати лідера народу під керівництвом Хатто. Це узгоджується з тим, що багато назв сільськогосподарських дворів виводяться з імен осіб.

## Історія
Знайдено документ про Гаттем, датований приблизно 800 роком. Цим документом є Codex Laureshamensis, в якому згадується поселення Гаттем, оскільки два фермерські будинки в цьому місці подаровані абатству Лорш.

### Заснована як парафія
Незважаючи на цю ранню заяву, в Гаттемі не було побудовано жодної церкви чи каплиці. У 1176 р. Гаттем став парафією («керспел»). Каплиця розміром 17,5 на 9,5 метра була побудована не в нинішньому центрі міста, а на Гаедсбергі («горі богів»). Межі парафії збігаються з останніми межами юрисдикції Гаттем. Гаттем отримав права містау 1299 р. від ландграфа Рейнуда I ван Гелре. За десятиліття до того, на північному кордоні Велюве було засновано укріплене місто. План міста лежить навколо нинішньої церкви. Вежа цієї церкви датується 12 століттям, що вказує на те, що поряд з парафіяльною церквою в Гаедсберзі була каплиця в нинішньому центрі міста Гаттем. З отриманням міських привілеїв було переміщено як релігійний, так і юридичний центр. Нова церква і місто присвячені апостолу Андреасу.

### Рання історія
У 1401 році герцог Вільгельм Гельдерський подарував Hoenwaard громадянам Гаттема, щоб годувати їхню худобу і виготовляти цеглу для своїх будинків. У 1404 році був побудований замок Сент-Люсія, який став відомий як «Dikke Tinne» (товстий мерлон). Причину можна знайти в товстих стінах замку, на той час найтовстіших стін в Нідерландах. У 1778 році замок був зруйнований, щоб використати цеглу для будівництва будинків. У 1786 році і Гаттем, і Елбург стали відомі як центри політичної фракції Patriottentijd . Ці рухи, проте були успішно пригнічені штатгальтер Вільгельма V.

## Інша інформація
З 21 листопада 1887 року по 8 жовтня 1950 року в Гаттемі була залізнична станція.
Нинішнім мером Гаттема є Марлін Сандерс (CDA).
Гаттем, що межує з лісами «Де-Велюве» і вздовж річки Ейссел, має багато чого запропонувати: затишні тераси, цікаві музеї, велика різноманітність справжніх магазинів і щорічні заходи. Hattem святкує De Діккі Tinne фестиваль кожен два роки в середньовічній атмосфері.

## Визначні уродженці
- Жан III Егмонтський[en] (1438—1516), перший граф Егмонтський і штатхолдер Голландії, Зеландії та Західної Фрісландії
- Герман Віллем Дендельс (1762—1818), нідерландський політик, 36 — й генерал-губернатор Голландської Ост-Індії , 1808—1811
- Луїт Клавер[en] (1870—1960) — нідерландський художник, літограф і винахідник.
- Віллем Якоб ван Штокум (1910—1944), математик, зробив внесок у загальну теорію відносності
- Анрі Вассенберг[en] (1924—2014) — нідерландський вчений, професор права і письменник
- Роберт Лонг (1943—2006) — нідерландський співак і телеведучий.